# Luther Lansfeld
Luther Lansfeld es el enemigo final del juego de Square Enix Star Ocean Till the end of time para PlayStation 2.

## Datos
Se desconoce su edad y demás datos personales; se desconoce incluso si en la Cuarta Dimensión el tiempo pasa como en Eternal Sphere, o si se usan las mimas medidas. Lo único que se conoce de él es que es el presidente de la compañía Sphere 211, encargada de crear el universo en el que viven los seres tridimensionales.

## Historia
Al ser el presidente de la compañía más importante de la Cuarta Dimensión, creadora del juego que juega la inmensa mayoría de sus habitantes, se podría concluir que Luther Lansfeld es, probablemente, la persona más influyente e importante de la cuarta dimensión (siéndolo ya de la tercera, al haberla creado él).
Al enfrentarse los protagonistas del juego a él, este acaba borrando totalmente Eternal Sphere, eliminando por completo el universo en el que viven los seres tridimensionales, con lo que podría concluirse que cumplió su objetivo de formatear el universo.

## Personalidad
Poco se puede decir a favor de la cordura de este hombre; su manera de solucionar las cosas es siempre radical y extrema, y suele incluir la muerte de alguien cercano a él, incluso a su propia hermana (a la que sus sirvientes, Belzeber y Berial, estuvieron a punto de matar); sin embargo, sí que se puede concluir que la inteligencia de Luther excede con mucho a la media, pues fue capaz de solucionar los innumerables problemas que consigo traía la creación de Eternal Sphere. Tenemos, por tanto, a una persona demasiado obsesionada con la perfección en su trabajo.